# Anzeiger für die Seelsorge

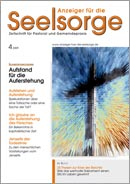
Heftcover

Der Anzeiger für die Seelsorge ist die größte katholische Fachzeitschrift für Pastoral- und Gemeindepraxis im deutschen Sprachraum und erscheint im Verlag Herder. Sie war früher der Anzeiger für die katholische Geistlichkeit.
Der Anzeiger für die Seelsorge erscheint seit 1891. Schriftleiter ist seit 2001 Klaus Vellguth.

## Konzept
Jedes Heft widmet sich einem Schwerpunktthema. Daneben gibt es die Rubriken „Im Blick“ mit theologischen Fachbeiträgen, „Impulse“ mit spirituell ausgerichteten Artikeln sowie verschiedene Servicerubriken.

## Autoren
Namhafte Autoren publizieren im Anzeiger für die Seelsorge, z. B. Franz-Josef Bode, Sabine Demel, Hanna-Barbara Gerl-Falkovitz, Walter Kasper, Karl Lehmann, Karl Schlemmer, Hans Waldenfels, Joachim Wanke.

## Mediadaten
Die Zeitschrift hat eine Druckauflage von ungefähr 12.500 Exemplaren inklusive einer Aboauflage von circa 4.500. Sie erscheint monatlich mit einer Doppelnummer Juli/August. Sie befindet sich im 118. Jahrgang (Stand 2/2008).

## Weblink
- Homepage des Anzeigers für die Seelsorge